# Brahmina buruensis
Brahmina buruensis är en skalbaggsart som beskrevs av Brenske 1892. Brahmina buruensis ingår i släktet Brahmina och familjen Melolonthidae. Inga underarter finns listade.